# Lake Telemark
Lake Telemark – jednostka osadnicza w Stanach Zjednoczonych, w stanie New Jersey, w hrabstwie Morris.